# Florian Hernych
Florian Hernych, křtěný Florian Jan (4. května 1855, Ústí nad Orlicí – 9. prosince 1923, Praha) byl český podnikatel v oboru textilní výroby. V době největšího rozmachu rodinné firmy na přelomu 19. a 20. století patřil k nejvýznamnějším producentům bavlněného zboží ve východních Čechách.

## Životopis
Florian Hernych se narodil v Ústí nad Orlicí v rodině tkalce Jana Hernycha a jeho ženy Pauliny rodem Čírové, dcery tkalce rovněž z Ústí Florianův otec Jan Hernych byl v Ústí nad Orlicí majitelem malé tkalcovny (s několika ručními stavy), kterou založil v roce 1855. Roku 1875 vstoupil Florian do otcovy firmy (od té doby název Jan Hernych a syn) a v roce 1884 převzal její vedení.
Florian postupně kupoval objekty i mimo Ústí nad Orlicí a budoval z nich moderní tkalcovny (1889 vodní mlýn ve Vamberku, 1899 tkalcovnu v Chrudimi, 1900 mlýn s pilou v Hnátnici). Na textilní továrnu přebudoval i bývalý mlýn v Nekoři u Letohradu a obnovil vyhořelou přádelnu bavlny u Vídeňského Nového Města. Firma se zabývala zejména výrobou pestře tkaných bavlněných látek. S celkovým rozsahem svého podnikání (v roce 1909 vlastnil 3000 mechanických stavů, 75000 vřeten, barevny, bělidla, úpravny a zaměstnával 2500 dělníků) se tak Hernych zařadil mezi nejvýznamnější a nejbohatší české podnikatele.

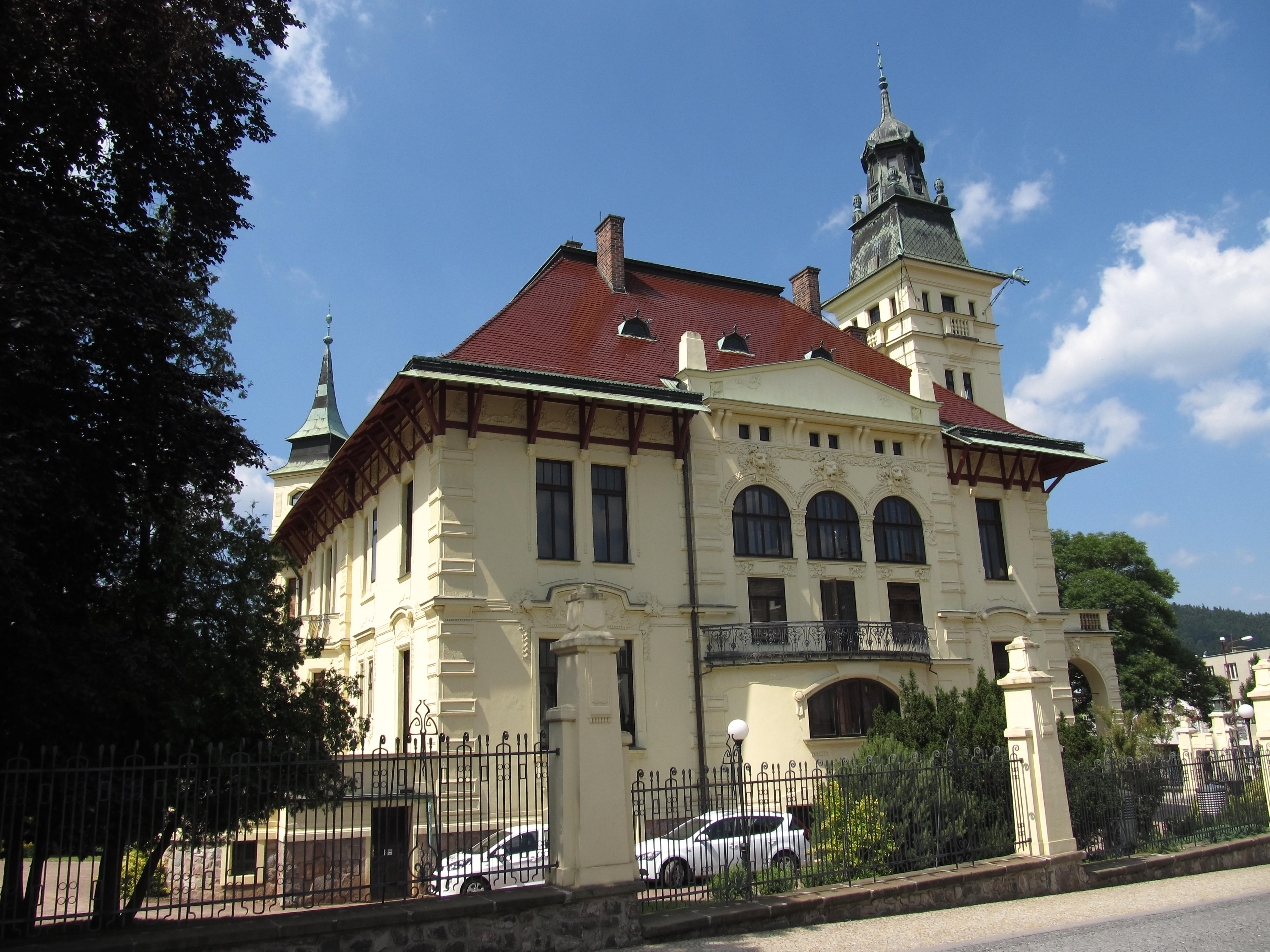
Hernychova vila

V letech 1906–07 nechal na vyvýšeném místě naproti vchodu do jedné ze svých továren vystavět secesní vilu (podle návrhu arch. Matěje Blechy), která sloužila jako jeho rodinné sídlo (od roku 2008 v ní sídlí Městské muzeum). Městu Ústí nad Orlicí věnoval pozemky pro stavbu gymnázia.
V roce 1911 měly továrny hodnotu 3,8 milionu Kč. Firma se však v té době dostala do finančních potíží, které se vyřešily transformací na společnost s ručením omezeným. V roce 1917 pak došlo ke změně na akciovou společnost. Hernychům zbyl jen podíl ve formě asi 17 % akcií z celkového kapitálu. Příslušníci rodiny sice zůstali ve vedení výroby, ale na podnikatelské rozhodování neměli vliv.
Florian Hernych zemřel roku 1923 v Praze a následně byl pohřben v rodinné hrobce na Městském hřbitově v Ústí nad Orlicí.

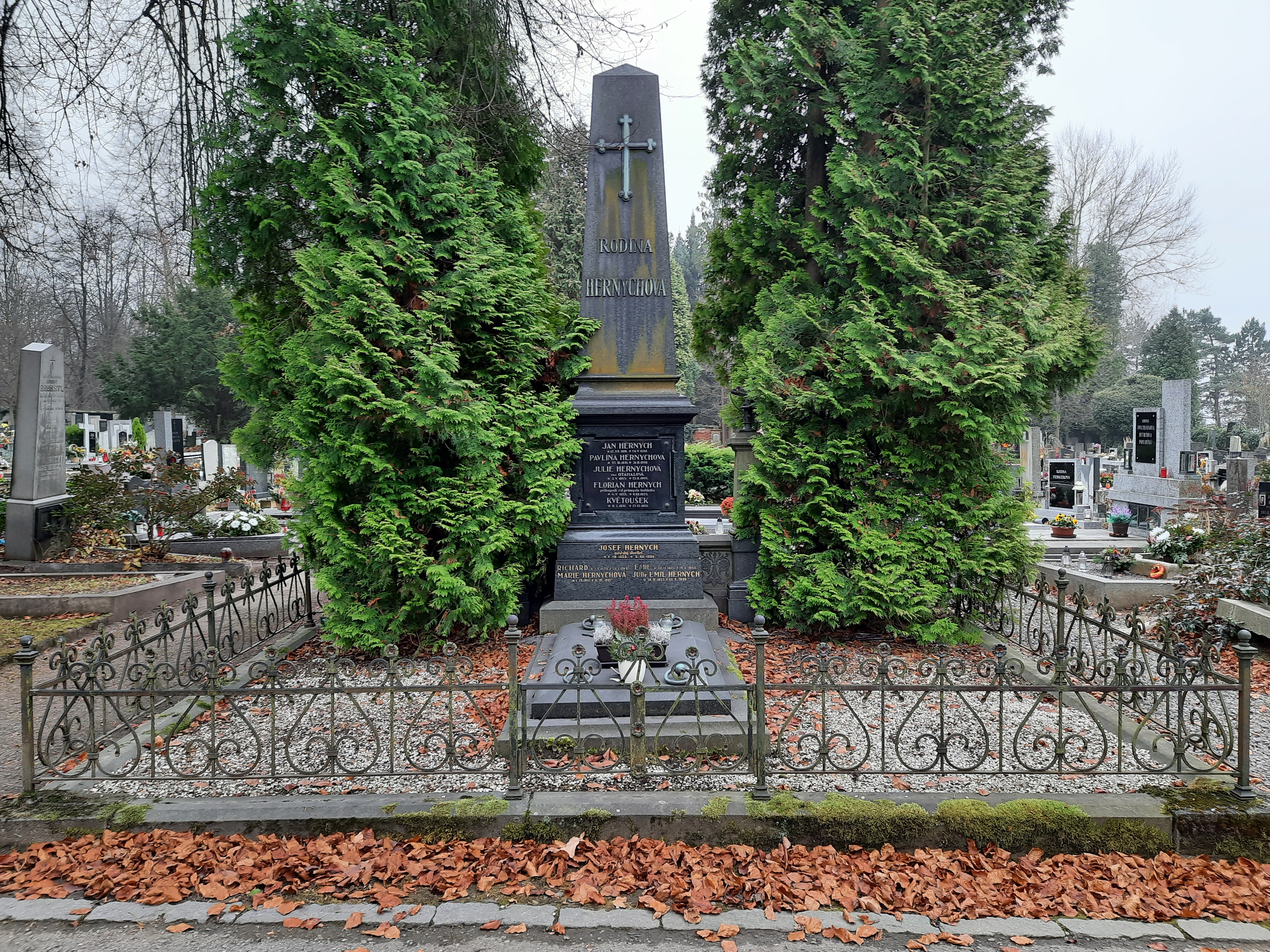
Hrobka rodiny Floriana Hernycha na Městském hřbitově v Ústí nad Orlicí

Po jeho smrti byl výkonným ředitelem firmy jmenován jeho syn Emil.
V roce 1926 koupila firma tkalcovnu v Hnátnici za 1,7 milionu Kč, ale 1938 tam byla zastavena výroba. Koncem války musela být část zařízení převedena na zbrojní výrobu.
V roce 1945 byla pro firmu nařízena národní správa (kromě závodu v Ústí nad Orlicí k ní patřily závody v Doudlebách nad Orlicí, Hnátnici, Lanšperku a Nekoři) a koncem toho roku byla zestátněna. Emil Hernych byl ustanoven národním správcem a ještě v roce 1946 i ředitelem státního podniku. 